# Биоразградим отпадък
Биоразградимите или още органични отпадъци са вид отпадъци, обикновено от растения или животни. Отпадъци, които не могат да бъдат декомпостирани с помощта на други живи организми, като насекоми и бактерии и др., се наричат не биоразградими.  В отсъствие на кислород много от органичните отпадъци биха се разложили до метан при анаеробното разлагане.
За да се използват ефективно органичните отпадъци от тях се прави компост. При процесът на компостиране органичните отпадъци ефективно се разлагат аеробно.

## Решения за третиране на отпадъци
В природата се осъществява постоянен и високоефективен процес на органично рециклиране, като всички отпадъци от един организъм (напр. паднали листа) се използват като ресурс за други организми (като бактерии и насекоми, които се хранят с листата и ги разбиват обратно в почвата).
Ефективното третиране на органичните отпадъци е те да бъдат компостирани. В процеса на аеробно компостиране (с достъп на кислород) органичните отпадъци се разпадат ефективно. Компоста включва органични съединения, минерали и други материали, полезни за кълняемостта и растежа на растенията.